# Isolde Schaad

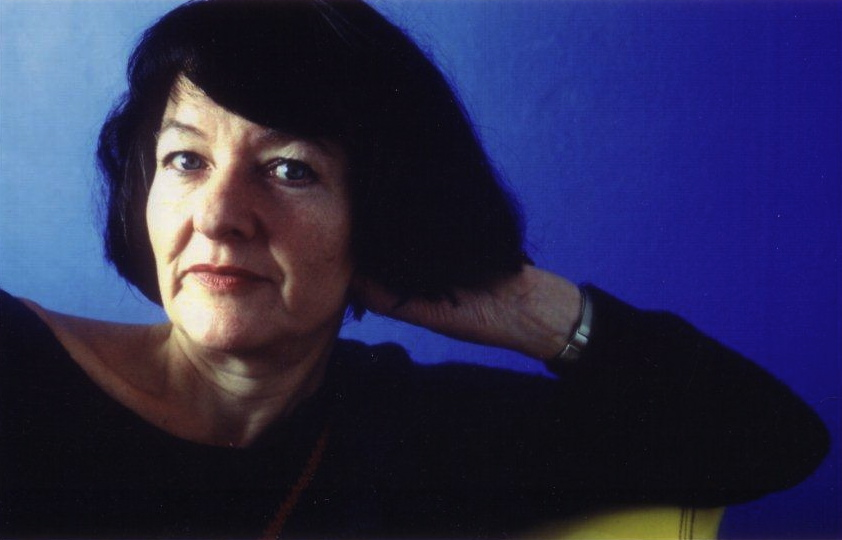
Isolde Schaad 2002

Isolde Schaad (* 9. Oktober 1944 in Schaffhausen) ist eine Schweizer Journalistin und Schriftstellerin.

## Leben
Isolde Schaad, geboren 1944 in Schaffhausen als Tochter des Kunstmalers Werner Schaad, gehört zu den namhaften Schweizer Autorinnen der 68er-Generation. Sie studierte Kunstgeschichte, Ethnologie und Publizistik an den Universitäten von Zürich und Cambridge.
Schaad arbeitete als Kulturredakteurin der Weltwoche, bis sie sich 1974 für eine freiberufliche Tätigkeit entschied. Nach Studienreisen in den Nahen und Mittleren Osten, nach Afrika und in die USA liess sie sich 1982 als freie Schriftstellerin und Publizistin in Zürich nieder. Ihre journalistischen Texte schrieb sie in der Folge besonders für die Wochenzeitung (WOZ).
Ihre Spezialität ist die kritische Gesellschaftsbetrachtung, die sie der nahen und fernen Umgebung widmet. 1984 erschien ihr Erstlingswerk Knowhow am Kilimandscharo. 1997 wurde Mein Text so blau zum «Buch des Jahres» der Schweizerischen Schillerstiftung erkoren. Ihr Roman Robinson und Julia (2010) handelt von alten und neuen Geschlechterrollen. Ihr jüngestes Buch Das Schweigen der Agenda. Geschichten vom Innehalten und Aufhören erschien 2023. Darin setzt sie sich mit dem Themenkreis «Aufhören» und «Loslassen können» auseinander, der gerade beim Älterwerden zunehmend an Bedeutung gewinnt.
Isolde Schaads Archiv befindet sich im Schweizerischen Literaturarchiv in Bern.

## Preise (Auswahl)
- 1991 Zürcher Journalistenpreis
- 1997 «Buch des Jahres» der Schweizerischen Schillerstiftung (für Mein Text so blau)
- 2002 Schillerpreis der Zürcher Kantonalbank
- 2014 Goldene Ehrennadel des Kantons Zürich

## Werke
Schaad publizierte zahlreiche Kolumnen, Essays und Kritiken. In Buchform sind folgende Werke erschienen:
- Werner Schaad oder Wie ein Kunstmaler sich in der Provinz einrichtet (mit Tina Grütter, Klaus Unger). Meili, Schaffhausen 1980
- Know-how am Kilimandscharo. Verkehrsformen und Stammesverhalten von Schweizern in Ostafrika. Eine Lektüre. Limmat, Zürich 1984, ISBN 3-85791-086-0
- Die Zürcher Constipation. Texte aus der extremen Mitte des Wohlstands. Limmat, Zürich 1986, ISBN 3-85791-115-8
- KüsschenTschüss. Sprachbilder und Geschichten zur öffentlichen Psychohygiene. Limmat, Zürich 1989, ISBN 3-85791-144-1
- Body und Sofa. Liebesgeschichten aus der Kaufkraftklasse. Limmat, Zürich 1994, ISBN 3-85791-220-0
- Grüezi, Salü, Ciao. Vontobelstiftung, Zürich 1997
- Mein Text so blau. Der Sound der Literatur. Essays, Stories und Dramen vom Tatort. Limmat, Zürich 1997, ISBN 3-85791-282-0
- Keiner wars. Roman. Limmat, Zürich 2001, ISBN 3-85791-367-3
- Vom Einen. Literatur und Geschlecht. Elf Porträts aus der Gefahrenzone. Limmat, Zürich 2004, ISBN 3-85791-465-3
- Diesseits von Gut und Böse. Bildergeschichten von Gerda Tobler. Edition Howeg, Zürich 2004, ISBN 3-85736-236-7
- Robinson und Julia. …und kein Liebestod. Roman. Limmat, Zürich 2010, ISBN 978-3-85791-600-7
- Am Äquator. Die Ausweitung der Gürtellinie in unerforschte Gebiete. Erzählungen. Limmat, Zürich 2014, ISBN 978-3-85791-730-1[1]
- Giacometti hinkt. Fünf Wegstrecken, drei Zwischenhalte. Erzählungen. Limmat, Zürich 2019, ISBN 978-3-85791-870-4
- Das Schweigen der Agenda. Geschichten vom Innehalten und Aufhören – Im Auge des Grossen Duden, neudeutscheste Fassung. Erzählungen. Limmat, Zürich 2023, ISBN 978-3-03926-059-1

### Herausgeberschaft
- Rotstrumpf. Das Buch für Mädchen. Jahrbuch (mit Hedi Wyss). Benziger, Zürich (auch: Otto Maier, Ravensburg).
  - Band 1: 1975, ISBN 3-545-33058-3.
  - Band 2: Ich bin anders als Du. 1977, ISBN 3-545-33067-2.
  - Band 3: Die Welt, die uns umgibt. 1979, ISBN 3-545-33083-4.
  - Band 4: Glück ist, keine Angst zu haben. 1981, ISBN 3-545-33092-3.
  - Band 5: Mut ist, auch mal nein zu sagen. 1983, ISBN 3-545-33105-9.
  - Band 6: Ich hab’ doch einen Traum: Lebensentwürfe für heute und morgen 1985. ISBN 3-545-33132-6.

### Theater-Aufführungen
- Jeder für sich, UA: Zürich/Schaffhausen 1992
- Auroras Nachlass, UA: St. Gallen 1994
- Brauchen wir noch eine Demokratie? 3 Sketches, UA: Schauspielhaus Zürich 1998
- Grinsen hinter dem Bürotisch, UA: Zürich 1999
- Georg kommt in den Himmel. Eine Lektion zur ganz normalen Ausschaffungspraxis, UA: Zürich 2001

### TV/Film/Video
- Denkerinnen. Dokumentarfilm, Südwestfunk 1992
- Hanny Fries. Video, Südwestfunk 1999